# Tilman Hoppstock

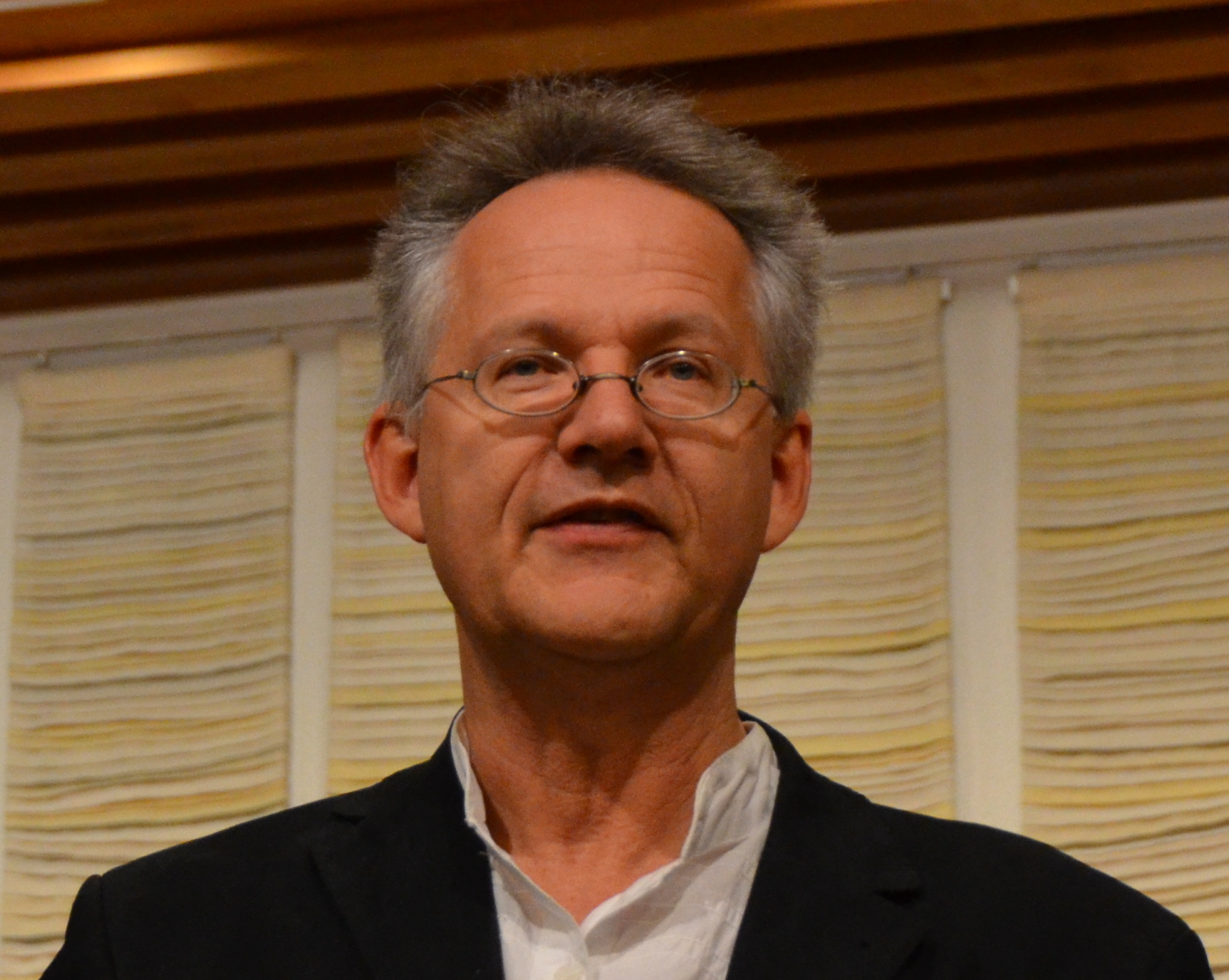
Tilman Hoppstock während der 17. Darmstädter Gitarrentage (2016)

Tilman Hoppstock (* 1961 in Darmstadt) ist deutscher Konzertgitarrist, Cellist und Musikwissenschaftler.

## Leben und Wirken
Tilmann Hoppstock besuchte das Ludwig-Georgs-Gymnasium in Darmstadt. Er studierte sowohl Gitarre als auch Cello in Darmstadt und Köln. Seit dieser Zeit unternahm er ausgedehnte Konzertreisen, die ihn in über 40 Länder führten. Einem breiteren Publikum wurde er durch über 30 CD-Aufnahmen bekannt. Neben seiner solistischen Tätigkeit tritt er häufig als Kammermusikpartner in verschiedenen Ensembles auf, u. a. mit dem Tenor Christoph Prégardien, mit dem er 1999 den Preis der deutschen Schallplattenkritik erhielt. Für Konzerte sowie Schallplatten- und Fernsehaufnahmen arbeitete er u. a. mit dem Rubio-Streichquartett, dem Pianisten Alexis Weissenberg, dem Gitarrenduo Gruber & Maklar und dem Barockcellisten Rainer Zipperling zusammen.
Er folgte Einladungen zu Musikfestivals in Europa und Übersee und war Gastdozent an der Royal Academy of Music in London, an der Menuhin School in Surrey, an der Manhattan School of Music in New York und an der University of Southern California in Los Angeles.
1994 gründete Tilman Hoppstock den PRIM-Musikverlag, der bislang über 140 Editionen für Gitarre herausbrachte. Die im gleichen Verlag veröffentlichte musikwissenschaftliche Notenausgabe der Lautenwerke Johann Sebastian Bachs gilt heute als Standardwerk für Gitarristen. Bemerkenswert ist auch die wissenschaftliche Urtextausgabe der 24 Preludios von Manuel Ponce und vor allem – als jüngstes Projekt – die Herausgabe des gesamten Lautenwerks von John Dowland in Fassung für Gitarre solo. 2009 und 2012 erschienen die beiden ersten Bände einer dreibändigen Buchausgabe über „Die Lautenwerke Bach's aus der Sicht des Gitarristen“ (Vol. 1, Suiten BWV 995 & 996, Vol. 2, BWV 998-1000). 2010 und 2013 publizierte der PRIM-Verlag deren Übersetzungen ins Englische. Große Beachtung fand auch seine 2006 bei Schott herausgegebene Urtextausgabe von Werken des mexikanischen Komponisten Manuel María Ponce (1882–1948).
Seit 1998 organisiert er die von ihm gegründeten Darmstädter Gitarrentage, welche 2021 zum 22. Mal stattfanden. Im Jahre 2018 organisierte Hoppstock zum ersten Mal den seitdem regelmäßig in Darmstadt ausgetragenen Studentenwettbewerb Deutscher Gitarrenpreis (DGP). Für 2022 wurde er mit der Ausrichtung des 1st European Bach Guitar Award betraut, der ebenfalls in Darmstadt stattfindet.
Hoppstock unterrichtete von 1985 bis 2007 an der Musikhochschule in Mainz und ist seit 1988 Dozent (seit 2020 Professor) an der Akademie für Tonkunst in Darmstadt. Von 2003 bis 2005 war er Gastprofessor an der Universität in Piteå (Schweden).
2013 erhielt er den Darmstädter Musikpreis.
2014 promovierte Hoppstock mit seiner Dissertation über Die Polyphonie in den Lautenfugen Bachs zum Doktor der Philosophie.

## Diskografie (Auswahl)
- Fernando Sor: Werke für Gitarre  (Signum, 1985)
- Tilman Hoppstock: Early Recordings 1980–1984  Vol. I (PRIM, 1996)
- Tilman Hoppstock: Early Recordings 1980–1984  Vol. II (PRIM, 1996)
- J. S. BACH: Transkriptionen für Gitarre  (u. a. BWV 995 & 996) (CHE, 1985)
- Works for Guitar: Villa-Lobos, Ponce, Brouwer, Paganini (SIGNUM, 1989)
- El Ultimo Tremolo – Paganini, Barrios, Brouwer u. a.   Early Tapes 1980–1985 (CHE, 1989)
- Clavierwerke in Transkriptionen für Gitarre (SIGNUM/PRIM, 1989)
- Baroque Cello & Guitar  (mit Rainer Zipperling) (SIGNUM/PRIM 55-00, 1991)
- See, we assemble – Tilman Hoppstock and Friends (SIGNUM/PRIM, 1992)
- Classical Guitar – Werthmüller, Marschner, Sor – (SIGNUM/CHE 1995)
- 20th century music for guitar (SIGNUM, 1996)
- Lieder von Liebe & Tod – mit Christoph Prégardien, Tenor (CHR, 1998)
- Ponce: Sonatas & Variations (SIGNUM, 1999)
- Memories of the Alhambra (SIGNUM, 1999)
- I maestri della chitarra: Tilman Hoppstock (Seicorde E59, 2001)
- Tilman Hoppstock:  Projects  (Kammermusik live & in studio) (PRIM 1996/2000)
- I Giardini del Sogno – T. H. live bei “Tage für Neue Musik 2003 Darmstadt” (SIGNUM, 2003)
- Bella Italia (GuitArt, 2005)
- Images of Spain (PRIM, 2009)
- Great Studies for Guitar (CHE, 2010)
- Tilman Hoppstock & Friends, Live 2004–2011 – 2CD-Box (PRIM, 2011)
- Schubert: Winterreise (mit Christoph Prégardien, Tenor) (CHR, 2011)
- Baroque Suites for Guitar  (L. Couperin, Froberger, Buxtehude, Bach) (CHR, 2012)
- Brouwer talks – Hoppstock plays, Live Darmst. Gitarrentage 2000 (PRIM, 2012)
- Great Preludes for Guitar  (Willcocks, Tarrega, Ponce, Villa-Lobos) (CHE, 2012)
- Alhambra  (Sor, Torroba, Albéniz, de Falla, Paco de Lucia u. a.) (CHE, 2014)
- Bach: Werke für Gitarre – 2CD-Box  Sämtliche Bach-Aufnahmen von T. Hoppstock 1979–2001 (CHR, 2014)
- Bach: Cellosuiten Nr. 1, 2, 5, da Milano/Bach: Fantasien & Choräle (CHR, 2018)
- Hoppstock (alias Allan Willcocks): Works for Guitar (solo + mit L.A.Guitar Quartet) (CHR, 2019)

## Werke
- Die Lautenwerke Bachs aus der Sicht des Gitarristen Vol. 1 – Suiten BWV 995/996. Prim-Musikverlag, Darmstadt 2009 (330 S., Probeausdruck [PDF; abgerufen am 23. Januar 2017]).
- Die Lautenwerke Bachs aus der Sicht des Gitarristen Vol. 2 – BWV 998/999/1000. Prim-Musikverlag, Darmstadt 2012 (336 S., Probeausdruck [PDF; abgerufen am 23. Januar 2017]).
- Die Polyphonie in den Lautenfugen Bachs. Prim-Musikverlag, Darmstadt 2014, ISBN 978-3-941734-09-8 (Probeausdruck [PDF; abgerufen am 23. Januar 2017]).